# أولريش بيك
أولريش بيك (بالألمانية: Ulrich Beck) (و. 1944 – 2015 م) عالم اجتماع  وبروفسور، وكاتب غير روائي من ألمانيا. ولد في سووبسك وتوفي في ميونخ. ركز عمله على مسائل عدم القدرة على التحكم والجهل والارتياب في العصر الحديث، وصاغ مصطلحات «مجتمع المخاطرة» و «الحداثة الثانية» أو «الحداثة الانعكاسية». حاول أيضًا قلب وجهات النظر الوطنية التي سادت في التحقيقات الاجتماعية مع كوسموبوليتية تعترف بالترابط بين العالم الحديث. كان أستاذاً في جامعة ميونيخ كما شغل مناصب في مؤسسة دار العلوم الإنسانية في باريس، وفي كلية لندن للاقتصاد.

## حياته

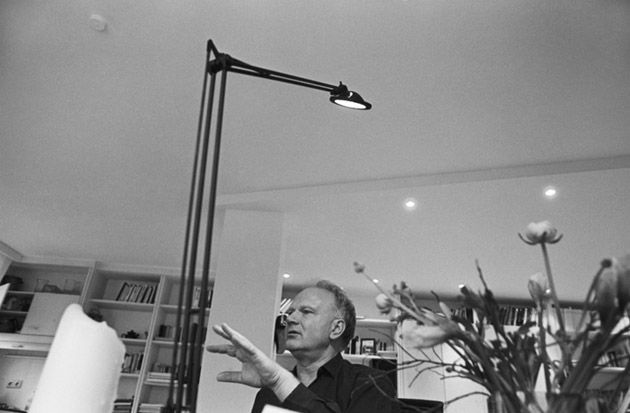
أولريش بيك في شقته في ميونيخ 1999

وُلد بيك في مقاطعة بوميرانيا في مدينة ستولب تحديداً بألمانيا النازية (الآن سوبسك في بولندا) عام 1944م ونشأ في هانوفر. بدأ دراساته الجامعية مع التركيز على القانون في فرايبورغ، ومنذ عام 1966م درس علم الاجتماع والفلسفة وعلم النفس والعلوم السياسية في جامعة ميونيخ. بعد حصوله على الدكتوراه في 1972م عمل في ميونيخ كعالم اجتماع. وفي عام 1979م عُين كمحاضر جامعي بأطروحة تأهيل. حصل على التعيينات كأستاذ في جامعات مونستر (1979-1981م) وبامبرغ (1981-1992م). كان بيك أستاذًا لعلم الاجتماع ومديرًا لمعهد علم الاجتماع في جامعة ميونيخ من عام 1992م حتى وفاته. حصل على العديد من الجوائز والأوسمة الدولية، بما في ذلك انتخابه للمجلس والمجلس التنفيذي للجمعية الألمانية لعلم الاجتماع.
من عام 1995م إلى عام 1997م كان بيك عضوًا في لجنة ولاية بافاريا وساكسونيا للأسئلة المتعلقة بالمستقبل (بالألمانية: Kommission für Zukunftsfragen der Freistaaten Bayern und Sachsen). وأصبح متحدثًا لبرنامج أبحاث مؤسسة البحوث الألمانية حول الحداثة الانعكاسية ابتداءً من عام 1999م.
كان بيك المتحدث الرسمي باسم مركز أبحاث الحداثة الانعكاسية التعاوني 536 من عام 1999م إلى عام 2009م، وهو اتحاد متعدد التخصصات من أربع جامعات في منطقة ميونيخ تموله وتشرف عليه مؤسسة الأبحاث الألمانية (DFG). تم اختبار نظرية بيك للحداثة الانعكاسية متعدد التخصصات تجريبياً في البحث المناسب على أساس مجموعة واسعة من الموضوعات. تعمل نظرية الحداثة الانعكاسية من الفكرة الأساسية القائلة بأن ظهور العصر الصناعي الحديث ينتج عنه آثار جانبية في جميع أنحاء العالم وفرت الأساس المؤسسي والتنسيق للدول القومية الحديثة بأن تشكك وتعدل وتنفتح للعمل السياسي.
كان ناشطًا كعالم اجتماع ومفكر عام في ألمانيا وفي جميع أنحاء العالم، حيث كان يتدخل بانتظام في المناقشات حول الاتحاد الأوروبي وتغير المناخ والطاقة النووية. في وقت وفاته، أكمل هو ومجموعة من الباحثين الدوليين 1.5 سنة فقط من مشروع بحثي كان مخططا أن يستمر 5 سنوات بعنوان «المنهجية الكونية - في مختبر تغير المناخ» (مشروع البحث كوزمو-المناخ)، وقد كان بيك مدير التحقيق. بالنسبة لهذا المشروع البحثي، حصل على منحة ERC المتقدمة المرموقة، تنتهي في عام 2018. جنبا إلى جنب مع بيك، يقود عالما الاجتماع ديفيد تايفيلد وأندرس بلوك حزم العمل ضمن المشروع ككل. عزز المشروع أيضًا التعاون البحثي الدولي مع «محاور» بحثية مختلفة في شرق آسيا من خلال شبكة أبحاث أوروبا وآسيا (EARN).  تم تعيين بيك وعالم الاجتماع سانغ جين هان بالتعاون بالتعاون مع EARN لقيادة مشروع لمدة عامين لحكومة مدينة سيول بدءًا من عام 2015. 
كان بيك عضوًا في مجلس الأمناء في المركز اليهودي في ميونيخ وعضوًا في الفرع الألماني لـ نادي القلم الدولي.
كان متزوجا من عالمة الاجتماع الألمانية إليزابيث بيك جيرنسهايم. وتوفي بسبب احتشاء عضلة القلب في 1 يناير 2015، عن عمر يناهز 70 عامًا.

## مساهماته البحثية
على مدار 25 عامًا، قدم بيك تشخيصات وإجابات جديدة للسؤال التالي: كيف يمكن للفكر الاجتماعي والسياسي والعمل في مواجهة التغيير العالمي الجذري (تدمير البيئة، الأزمة المالية، الاحتباس الحراري، أزمة الديمقراطية ومؤسسات الدولة القومية) متشابكة في حداثة جديدة؟  بالنسبة لبيك تهاجم الحداثة الراديكالية أسسها الخاصة. مؤسسات مثل الدولة القومية والأسرة يتم عولمتها «من الداخل».
درس بيك نظرية الحداثة، المشاكل البيئية، الفردية والعولمة. وفي وقت لاحق من حياته المهنية شرع في استكشاف ظروف العمل المتغيرة في عالم تزداد فيه الرأسمالية العالمية وتتراجع تأثير النقابات ومرونة عملية العمل وهي نظرية جديدة متجذرة في مفهوم الكوسموبوليتية. ساهم بيك أيضًا بعدد من المصطلحات الجديدة في علم الاجتماع الألماني وعلم الاجتماع باللغة الإنجليزية، بما في ذلك «مجتمع المخاطر» و «الحداثة الثانية» الحداثة الانعكاسية. ووفقا لبيك ينبع كل التفكير السياسي المعاصر من القومية المنهجية للفكر السياسي وعلم الاجتماع (والعلوم الاجتماعية الأخرى).
قام أولريش بيك وأنتوني جيدينز مصطلح مجتمع المخاطرة خلال الثمانينيات. وفقًا لبيك وجيدنز، فإن الهيكل الطبقي الصناعي التقليدي للمجتمع الحديث ينهار. تخلق العولمة مخاطر تهم الناس من جميع الطبقات المختلفة مثل النشاط الإشعاعي والتلوث وحتى البطالة. تعمل الأسر الميسورة على عزل نفسها عن بعض هذه المخاطر، لكنها لا عزل نفسها عن كل المخاطر مثل التغيير البيئي العالمي.الفقراء يعانون. ويشير إلى أن المخاطر تنشأ أيضًا من الناحية الاجتماعية، ويُنظر إلى بعض المخاطر على أنها أكثر خطورة لأنها تناقش في وسائل الإعلام بشكل متكرر مثل الإرهاب. مجتمع المخاطر يؤدي إلى تحليل المخاطر، مما يسبب الحكم المسبق.
كان بيك محررًا لمجلة علم الاجتماع Soziale Welt [الإنجليزية] (بالألمانية، منذ 1980م)، كتب قرابة 150 مقالاً وألف وحرر العديد من الكتب.

## مجموعة سبينيلي
في 15 سبتمبر 2010، دعم بيك مبادرة مجموعة سبينيلي التابعة للبرلمان الأوروبي لإعادة تنشيط الفيدرالية في الاتحاد الأوروبي. قام اتحاد الفدراليين الأوروبيين ومنظمته الشباب الفدراليين الأوروبيين بالترويج لفكرة الفيدرالية الأوروبية لأكثر من 60 عامًا، مع «الاعتقاد بأن الاتحاد الأوروبي فقط، القائم على فكرة الوحدة في التنوع، يمكنه التغلب على انقسام القارة الأوروبية». من بين الداعمين البارزين للمبادرة جاك ديلور ودانييل كوهن بنديت وجاي فيرهوفستادت وأندرو داف وإلمار بروك.[بحاجة لمصدر]

## جوائزه
- 1996 جائزة مدينة ميونيخ الثقافية
- 1999 جائزة شيشرون للمتحدثين
- 1999 جائزة المنتدى الألماني البريطاني للخدمة المتميزة للعلاقات الألمانية البريطانية (جنبًا إلى جنب مع أنتوني جيدينز) [17]
- 2004 جائزة DGS للإنجازات البارزة في مجال الإنجاز العام في علم الاجتماع
- 2005 جائزة شادر، أرقى جائزة لعلماء الاجتماع في ألمانيا
- جائزة الإنجاز مدى الحياة لعام 2014 للمساهمة المتميزة في البحث المستقبلي للرابطة الدولية لعلم الاجتماع [18]
- في عام 2013 حصل على منحة ERC المتقدمة لتنفيذ مشروع أبحاث المناخ الكوني (الكونية المنهجية: في مختبر تغير المناخ)، مع ديفيد تيفيلد وأندرس بلوك من بين آخرين.
- الدكتوراه الفخرية (8): جامعة ييفاسكيلا، فنلندا (1996)، جامعة ماشيراتا، إيطاليا (2006)، جامعة مدريد (UNED)، إسبانيا (2007)، جامعة إيشستات إنغولشتات الكاثوليكية (2010)، جامعة لوزان، سويسرا (2011)، جامعة فارنا الحرة، بلغاريا (2011)، جامعة بوينس آيرس، الأرجنتين (2013)، جامعة سانت كليمنت أوهريدسكي في صوفيا، بلغاريا (2013).[19]